# Namen voor de Kelten
In de geschiedenis zijn er verschillende namen voor de Keltische volkeren gebruikt.
De woorden die in de oudheid gebruikt werden voor de Kelten zijn niet eenduidig en de volken en gebieden die door de oude Grieken en Romeinen als Keltisch werden aangeduid komen vaak ook niet overeen met de volken en gebieden die men tegenwoordig Keltisch noemt.

## Kelt
Het woord Kelt komt van het Latijnse Celtus (meervoud: Celti of Celtae) of Oudgrieks Κέλτης  (meervoud: Κέλται) of Κελτός (meervoud: Κελτοί). Het werd voor het eerst gebruikt in 517 v.Chr. door de Griekse historicus Hecataeus van Milete voor een stam in het zuidwesten van Duitsland. Herodotus gebruikt het in de 5e eeuw voor de mensen die aan de bovenloop van de Donau wonen.
In het Latijn is Celtus synoniem met Galliër en in Romeinse bronnen worden de bewoners van de Britse eilanden meestal geen Kelten genoemd. De benaming Keltisch voor de Ieren, Schotten en Welsh is pas in gebruik sinds de 18e eeuw.
Tegenwoordig wordt de term Keltisch meestal geassocieerd met de Hallstatt en de La Tène-culturen en met de sprekers van Keltische talen.

## Galliër
Het woord Galliër, dat mogelijk terug te vinden is in namen als Galatië en Galicië is afkomstig van het Latijnse Gallus (meervoud: Galli) dat van oorsprong waarschijnlijk de naam van een Keltische stam was.

## Welsh
Plaatsnamen die met Gal- beginnen kunnen echter ook afgeleid zijn van een verbastering van het Germaanse woord voor vreemdeling: walh (meervoud: walha), dat tevens terug te vinden is in Wales, Wallis (een Zwitsers kanton), Waals en Cornwall (Kernow-Walha).
Dit woord is mogelijk afgeleid van de naam van de Volcae, maar het werd gebruikt om de bewoners van geromaniseerde gebieden mee aan te duiden.

## Gael
De sprekers van Goidelische talen en met name de bewoners van de Schotse Hooglanden worden soms ook Gael (Oudiers: Goídel, Modern-Iers: Gael, Schots-Gaelisch: Gàidheal) genoemd. Dit woord is niet verwant aan Galliër of Walh, maar komt van het Oud-Welshe Guoidel (plunderaar).